# Kazakevičius
Kazakevičius ist ein litauischer männlicher Familienname, abgeleitet vom Wort Kosaken.

## Weibliche Formen
- Kazakevičiūtė (ledig)
- Kazakevičienė (verheiratet)

## Namensträger
- Zigmantas Benjaminas Kazakevičius (* 1942), Politiker, Vizeminister und Vorsteher des Bezirks Kaunas
- Gražvydas Kazakevičius (* 1963), Politiker, Edukologe und Vizeminister